# Honokōhau Settlement
Das Honokōhau Settlement ist eine archäologische Fundstätte im Kaloko-Honokōhau National Historical Park auf der Insel Hawaiʻi.
Aufgrund der Eignung als Landungsstelle für Kanus und der Fischteiche war Honokōhau für die Siedlungsgeschichte von Hawaiʻi bedeutsam. Die Fundstätte birgt historische Häuser, Tempel (heiau), einen Papa hōlua (hōlua) zum Gleiten über die Lavadecken und vereinzelte Petroglyphen.
Am 29. Dezember 1962 wurde das Honokōhau Settlement ein National Historic Landmark. Am 10. November 1978 wurde es als Historic District in das National Register of Historic Places aufgenommen.